# فيكتور جولوفاتينكو
فيكتور جولوفاتينكو (28 أبريل 1984 بكيشيناو في مولدوفا - ) هو لاعب كرة قدم مولدوفي وروسي في مركز الدفاع. شارك مع منتخب مولدوفا لكرة القدم. أما مع النوادي، فقد لعب مع سيبير نوفوسيبيريسك ونادي تيراسبول ونادي شريف تيراسبول ونادي كوبان كراسنودار ونادي خيمكي.

## وصلات خارجية
- فيكتور جولوفاتينكو على موقع الاتحاد الدولي (مؤرشف)  (الإنجليزية)
- فيكتور جولوفاتينكو على موقع الاتحاد الأوربي (الإنجليزية)
- فيكتور جولوفاتينكو على موقع قاعدة بيانات كرة القدم.إي يو (الإنجليزية)
- فيكتور جولوفاتينكو على موقع ناشيونال فوتبول تيمز (الإنجليزية)
- فيكتور جولوفاتينكو على موقع Soccerway.com (الإنجليزية)
- فيكتور جولوفاتينكو على موقع عالم كرة القدم.نت (الإنجليزية)